# Geiselnahme in Wijster

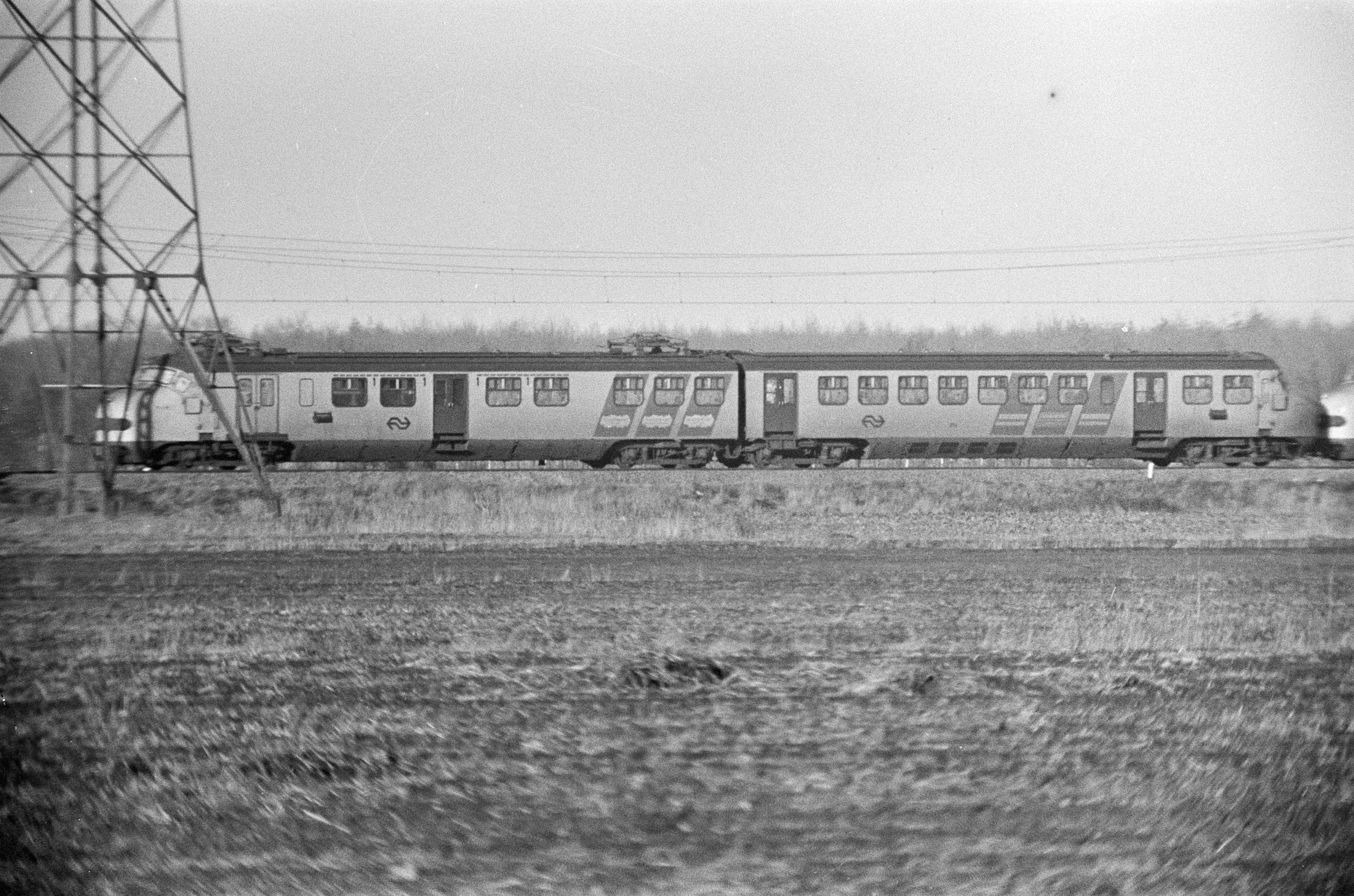
Der Zug (Mat ’54) am zwölften Tag der Entführung

Die Geiselnahme in Wijster war die Festnahme eines kompletten Personenzugs aus politischen Motiven. Sie geschah am 2. Dezember 1975 nahe dem Dorf Wijster in der heutigen Gemeinde Midden-Drenthe in der niederländischen Provinz Drenthe. Verantwortlich für die Tat waren radikalisierte Jugendliche, die der molukkischen Minderheit in den Niederlanden angehörten. Bei der Geiselnahme starben drei Personen.

## Hintergrund

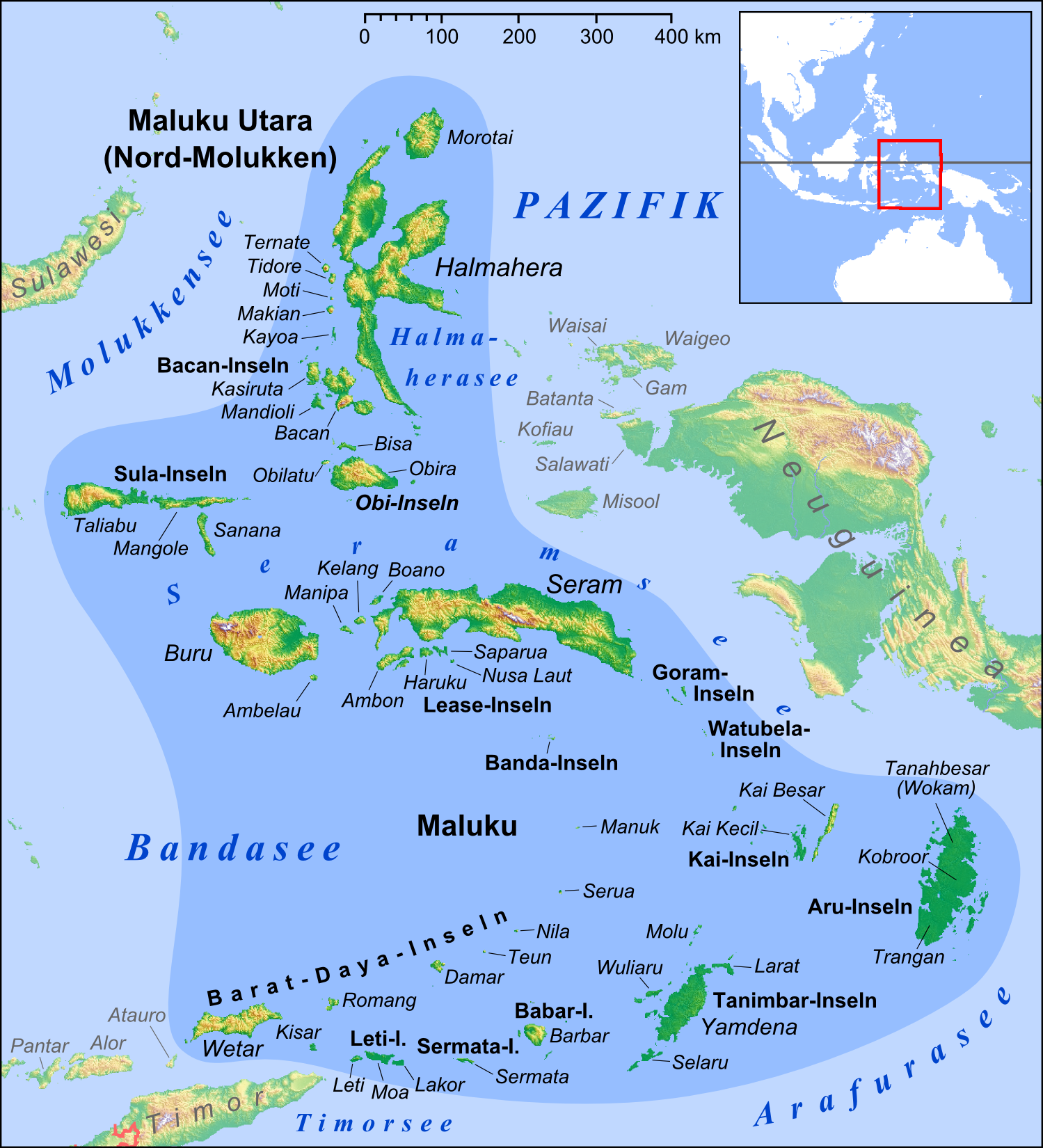
Die Molukken, gelegen zwischen den Inseln Neuguinea, Sulawesi und Timor

In den 1970er-Jahren kam es zu einer Radikalisierung vieler Molukker, die in den Niederlanden lebten. Dies äußerte sich in einer Reihe von Gewaltakten in den Niederlanden. Ein Grund für die Radikalisierung der molukkischen Bevölkerung war der gescheiterte Versuch, einen molukkischen Staat zu errichten. 1950 wurde die Republik Maluku Selatan ausgerufen. Dieser Staat umfasste 150 Inseln der Molukken und hatte eine Einwohnerzahl von circa 1 Million Menschen. Fünf Jahre nach der Gründung des Staates wurde er endgültig von indonesischen Truppen eingenommen, sodass die südlichen Molukken de facto zu Indonesien gehörten. Aus dem niederländischen Exil setzte eine Regierung unter Johan Manusama ihre Arbeit fort und versuchte, den molukkischen Staat doch noch zu etablieren. Durch Geiselnahmen sollte den politischen Forderungen der molukkischen Minderheit und der Exilregierung mehr Nachdruck verliehen werden. Diese Exilregierung besteht bis heute, obwohl die Molukken vollständig zum Staat Indonesien gehören. Immer noch gibt es auch radikale molukkische Gruppen in den Niederlanden, die mit Gewalt und Terror die Forderung nach einem unabhängigen molukkischen Staat vertreten.

## Durchführung der Tat
Der Zug, der am 2. Dezember 1975 von molukkischen Jugendlichen entführt wurde, war ein Regionalzug, der von Groningen nach Zwolle fuhr. Bei dem Dorf Wijster, das südlich von Groningen und nordöstlich von Zwolle auf etwa halber Strecke zwischen den Städten liegt, zogen die Täter die Notbremse und brachten den stehenden Zug in ihre Gewalt. Zu Beginn der Geiselnahme wurde der Lokführer erschossen. Zwei weitere Geiseln wurden ermordet, um den Forderungen der Geiselnehmer mehr Nachdruck zu verleihen.

### Besetzung des indonesischen Konsulats
Eine andere Gruppe molukkischer Jugendlicher unterstützte die Forderungen der Zugentführer, indem sie am 4. Dezember 1975 das indonesische Konsulat in Amsterdam unter ihre Kontrolle brachten. Die Besetzung endete am 19. Dezember 1975, nachdem auch die Zugentführung ihr Ende genommen hatte. Bei der Aktion starb ein Mensch.

## Forderungen der Geiselnehmer

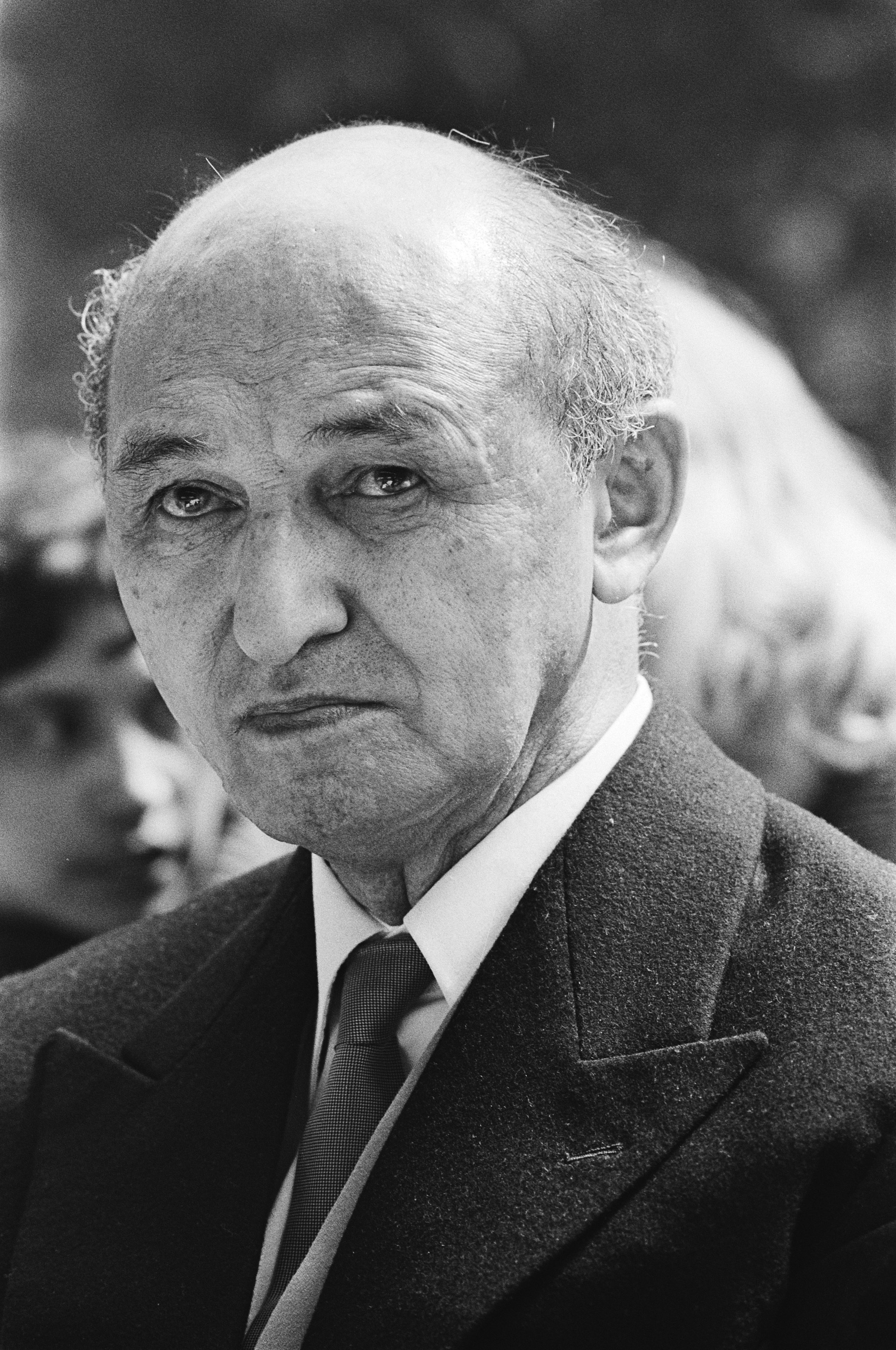
Johan Manusama im Jahr 1979

Mit einer möglichen Freilassung der Geiseln waren folgende Bedingungen an den niederländischen Staat verknüpft:
- die Freilassung aller in den Niederlanden inhaftierten Molukken
- ein Gespräch zwischen Johan Manusama, dem Präsidenten der Exil-Regierung der Republik Maluku Selatan, und dem indonesischen Präsidenten Suharto
- ein Gespräch zwischen Manusama und der niederländischen Regierung zur Anerkennung der Republik Maluku Selatan
- ein Bus, der die Geiselnehmer zum Flughafen Schiphol bringt, von wo sie die Niederlande verlassen dürfen[4]

## Ende der Geiselnahme
Am 14. Dezember 1975 endete die Geiselnahme nach 13 Tagen. Grund für die Beendigung der Geiselnahme war die Verwundung eines Geiselnehmers durch einen Blindgänger sowie die Aufnahme von Gesprächen mit dem niederländischen Staat über molukkische Unterhändler.
Die Entführer wurden 1976 zu 14 Jahren Gefängnis verurteilt. Der fanatischste Geiselnehmer, Eli Hahury, der zwei der Geiseln getötet hatte, suizidierte sich 1978 im Gefängnis in Winschoten.

## Folgen
Am 17. Januar 1976 kam es zu ersten Gesprächen zwischen der niederländischen Regierung und der Exil-Regierung um Johan Manusama. Auf Initiative des niederländischen Ministerpräsidenten Joop den Uyl kam es zur Gründung der Beratungskommission Südmolukker-Niederländer, in der je fünf Vertreter der Niederlande und der molukkischen Minderheit vertreten waren. im Juni 1978 legte die Kommission ihren Abschlussbericht vor. Der Inhalt des Berichts wurde von Manusama abgelehnt. Er zog seine Vertreter aus der Kommission zurück, sodass diese im Juli 1978 bereits aufgelöst war. Die niederländische Regierung erkannte die Republik Maluku Selatan nicht an, aber förderte die kulturelle Identität der molukkischen Minderheit in den Niederlanden. Im Gegenzug dazu sollten die Molukken die niederländischen Werte und Regeln akzeptierten. In den Bereichen Bildung und Arbeit förderte die niederländische Regierung die Integration der Molukker, beispielsweise durch die Einstellung von Lehrkräften an Schulen, die speziell mit molukkischen Kindern und Jugendlichen zusammenarbeiten sollten, und die Öffnung des Staatsdienstes für Molukker.